# De película (programa de televisió)
De película va ser un programa de televisió, emès per la cadena pública La 1 de Televisió espanyola, entre 1982 i 1990. Va rebre un dels Premis Ondas 1988.

## Format
Es tractava d'un espai dedicat al món del cinema, en el qual setmanalment es feia un repàs de l'actualitat de cartellera, amb estrevistas a personalitats destacades del setè art, reportatges i seccions dedicades també a la Història del Cinema.

## Equip
Inicialment el programa va ser dirigit per José Luis Gutiérrez, amb guions de Manuel Valdivia, realització de Pedro Gil Paradela i presentació a càrrec de les actrius Isabel Mestres i María Salerno. Tan sols vuit mesos després de la seva estrena, la realització va passar a càrrec de Francisco J. Banegas i va quedar, com a única presentadora, Isabel Mestres.
Des de 1987 i fins a la cancel·lació definitiva, la direcció del programa va anar a càrrec de José Ruiz i la presentació d'Emilio Linder (al costat de Marisa Abad en 1988 i de Marina Saura entre octubre de 1988 i febrer de 1990).